# Pernes-lès-Boulogne
Pour les articles homonymes, voir Pernes et Boulogne.
Pernes-lès-Boulogne est une commune française proche de Boulogne-sur-Mer située dans le département du Pas-de-Calais en région Hauts-de-France. Ses habitants sont appelés les Pernois.
Le territoire de la commune est situé dans le parc naturel régional des Caps et Marais d'Opale.

## Géographie

### Localisation
Localisée dans l'ouest du département du Pas-de-Calais, Pernes-lès-Boulogne est une commune rurale, traversée par le fleuve côtier le Wimereux, qui se situe dans la périphérie nord-est de Boulogne-sur-Mer (aire d'attraction et chef-lieu d'arrondissement), à 7,5 km, à vol d'oiseau. La commune arrière-littorale se situe à environ 7 km de la Manche. Elle appartient à la communauté d'agglomération du Boulonnais, au territoire du Boulonnais ainsi qu'à celui du parc naturel régional des Caps et Marais d'Opale.
La commune est située à environ 25 km de Calais, 40 km de Saint-Omer, 100 km de Lille et 215 km de Paris.
Le territoire de la commune est limitrophe de ceux de six communes.
Les communes limitrophes sont  Conteville-lès-Boulogne, La Capelle-lès-Boulogne, Pittefaux, Saint-Martin-Boulogne, Wierre-Effroy et Wimille.

### Géologie et relief
La superficie de la commune est de 7,76 km2 ; son altitude varie de 15  à   109 mètres.

### Hydrographie
Le territoire de la commune est situé dans le bassin Artois-Picardie.
La commune est traversée par le Wimereux, cours d'eau naturel non navigable de 22,1 km, qui prend sa source dans la commune de Colembert et se jette dans la Manche à Wimereux.

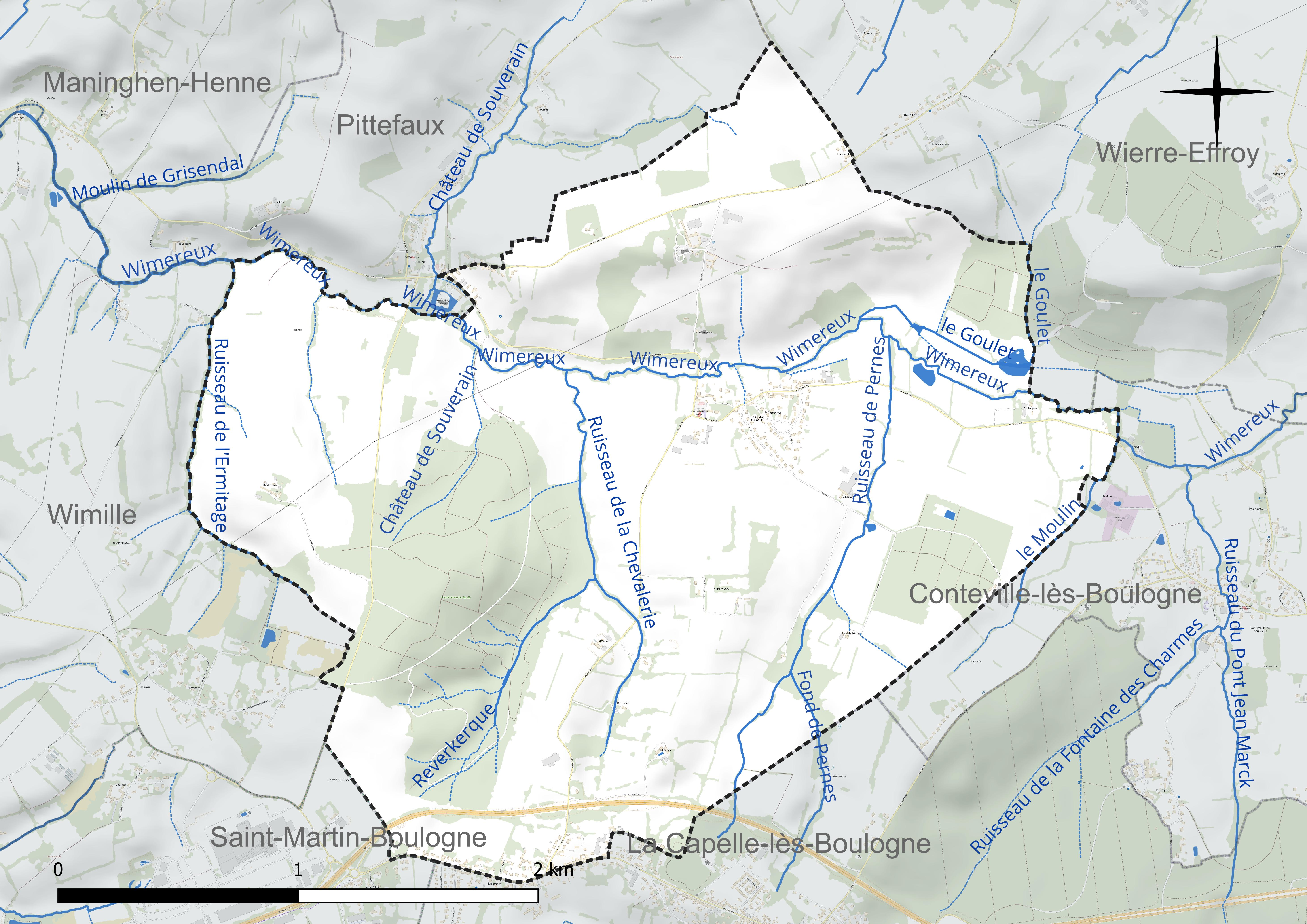
Réseau hydrographique de Pernes-lès-Boulogne.

### Climat
Pour des articles plus généraux, voir Climat des Hauts-de-France et Climat du Nord-Pas-de-Calais.
En 2010, le climat de la commune est de type climat océanique franc, selon une étude du Centre national de la recherche scientifique (CNRS) s'appuyant sur une série de données couvrant la période 1971-2000. En 2020, Météo-France publie une typologie des climats de la France métropolitaine dans laquelle la commune est exposée à un climat océanique et est dans la région climatique Côtes de la Manche orientale, caractérisée par un faible ensoleillement (1 550 h/an) ; forte humidité de l’air (plus de 20 h/jour avec humidité relative > 80 % en hiver), vents forts fréquents.
Pour la période 1971-2000, la température annuelle moyenne est de 10,6 °C, avec une amplitude thermique annuelle de 12,8 °C. Le cumul annuel moyen de précipitations est de 901 mm, avec 12,6 jours de précipitations en janvier et 8,1 jours en juillet. Pour la période 1991-2020, la température moyenne annuelle observée sur la station météorologique la plus proche, située sur la commune de Boulogne-sur-Mer à 7 km à vol d'oiseau, est de 11,2 °C et le cumul annuel moyen de précipitations est de 824,5 mm,. Pour l'avenir, les paramètres climatiques de la commune estimés pour 2050 selon différents scénarios d'émission de gaz à effet de serre sont consultables sur un site dédié publié par Météo-France en novembre 2022.

### Paysages
Pour un article plus général, voir Paysage en France.
La commune s'inscrit dans le « paysage boulonnais » tel que défini dans l’atlas des paysages de la région Nord-Pas-de-Calais, conçu par la direction régionale de l'Environnement, de l'Aménagement et du Logement (DREAL),.
Ce paysage qui concerne 66 communes, se délimite : au Nord, par les paysages des coteaux calaisiens et du Pays de Licques, à l’Est, par le paysage du Haut pays d’Artois, et au Sud, par les paysages Montreuillois.
Le « paysage boulonnais », constitué d'une boutonnière bordée d’une cuesta définissant un pays d’enclosure, est essentiellement un paysage bocager composé de 47 % de son sol en herbe ou en forêt et de 31 % en herbage, avec, dans le sud et l’est, trois grandes forêts, celle de Boulogne, d’Hardelot et de Desvres et, au nord, le bassin de carrière avec l'extraction de la pierre de Marquise depuis le Moyen Âge et de la pierre marbrière dont l'extraction s'est développée au XIXe siècle.
La boutonnière est formée de trois ensembles écopaysagers : le plateau calcaire d’Artois qui forme le haut Boulonnais, la boutonnière qui forme la cuvette du bas Boulonnais et la cuesta formée d’escarpements calcaires.
Dans ce paysage, on distingue trois entités : 
- les vastes champs ouverts du Haut Boulonnais ;
- le bocage humide dans le Bas Boulonnais ;
- la couronne de la cuesta avec son dénivelé important et son caractère boisé[12].

### Milieux naturels et biodiversité

#### Espace protégé et géré
La protection réglementaire est le mode d’intervention le plus fort pour préserver des espaces naturels remarquables et leur biodiversité associée.
Dans ce cadre, la commune fait partie d'un espace protégé : le parc naturel régional des Caps et Marais d'Opale, d’une superficie de 132 499 ha réparties sur 154 communes, géré par le syndicat mixte d'aménagement et de gestion du parc naturel régional des Caps et Marais d'Opale.

#### Zone naturelle d'intérêt écologique, faunistique et floristique
L’inventaire des zones naturelles d'intérêt écologique, faunistique et floristique (ZNIEFF) a pour objectif de réaliser une couverture des zones les plus intéressantes sur le plan écologique, essentiellement dans la perspective d’améliorer la connaissance du patrimoine naturel national et de fournir aux différents décideurs un outil d’aide à la prise en compte de l’environnement dans l’aménagement du territoire.
Le territoire communal comprend deux ZNIEFF de type 1 : 
- la forêt domaniale de Boulogne-sur-Mer et ses lisières. La forêt domaniale de Boulogne-sur-Mer s’étend entre la RN 42 et la RN 1, en arrière de l’agglomération de Boulogne-sur-Mer. Elle appartient au vaste complexe bocager et forestier de la Liane et du bas-Boulonnais[15] ;
- la vallée du Wimereux entre Wimille et Belle-et-Houllefort. Cette partie de la vallée du Wimereux, située au nord de la RN 42, en marge de la cuvette du bas Boulonnais, marque les limites entre les terrains jurassiques et le bassin calcaire de Marquise-Rinxent[16].

et une ZNIEFF de type 2 :
le complexe bocager du Bas-Boulonnais et de la Liane. Le complexe bocager du bas-Boulonnais et de la Liane s’étend entre Saint-Martin-Boulogne et Saint-Léonard à l’ouest et Quesques et Lottinghen à l’est. Il correspond à la cuvette herbagère du bas-Boulonnais.

Carte des ZNIEFF de type 1 et 2 sur la commune
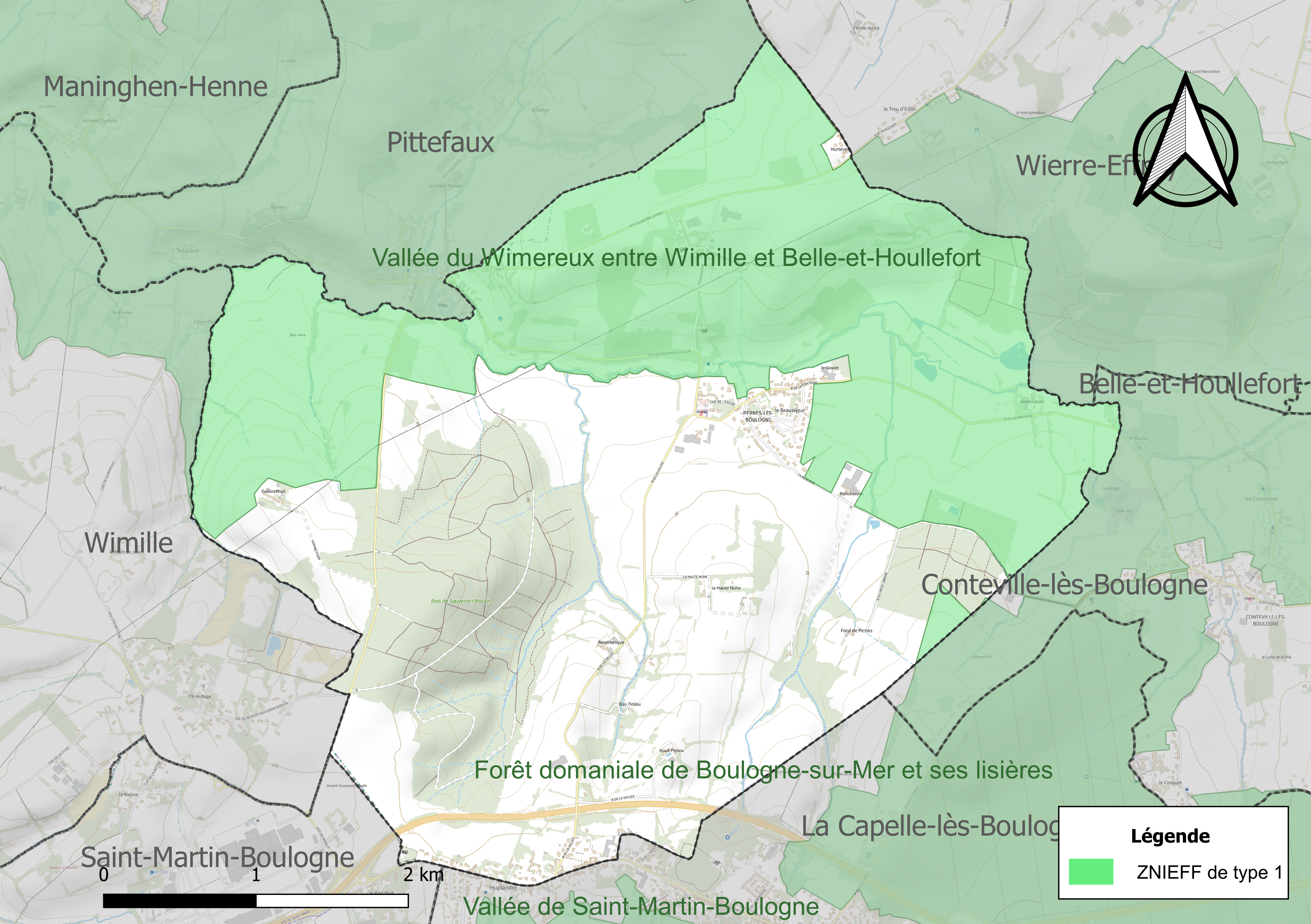
Carte des ZNIEFF de type 1 sur la commune.
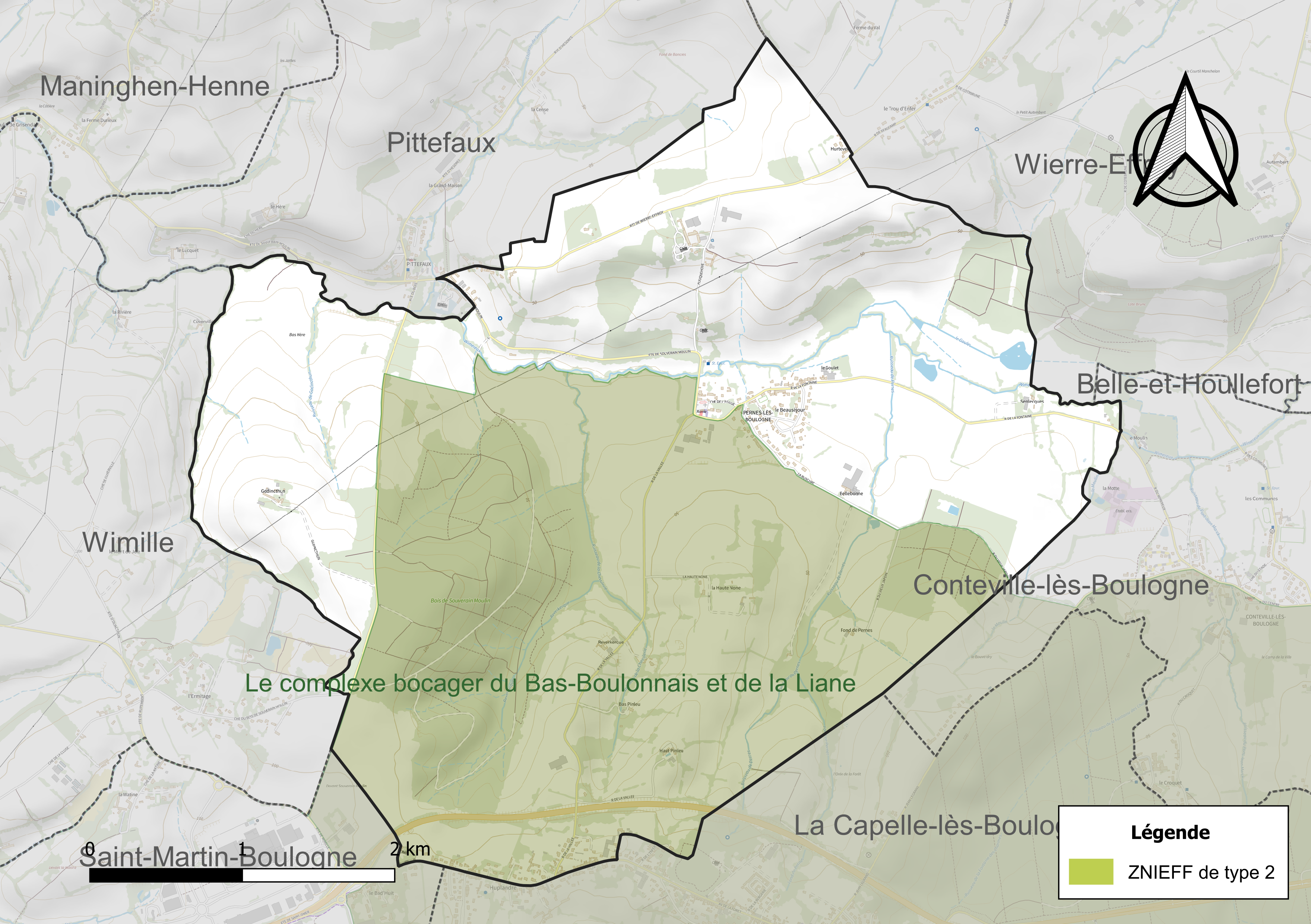
Carte de la ZNIEFF de type 2 sur la commune.

#### Espèces faunistiques et floristiques
L’Inventaire national du patrimoine naturel (INPN) recense plusieurs espèces faunistiques et floristiques sur le territoire de la commune dont certaines sont protégées et d’autres menacées et quasi-menacées.

## Urbanisme

### Typologie
Au 1er janvier 2024, Pernes-lès-Boulogne est catégorisée commune rurale à habitat dispersé, selon la nouvelle grille communale de densité à sept niveaux définie par l'Insee en 2022.
Elle est située hors unité urbaine. Par ailleurs la commune fait partie de l'aire d'attraction de Boulogne-sur-Mer, dont elle est une commune de la couronne,. Cette aire, qui regroupe 80 communes, est catégorisée dans les aires de 50 000 à moins de 200 000 habitants,.

### Occupation des sols
L'occupation des sols de la commune, telle qu'elle ressort de la base de données européenne d’occupation biophysique des sols Corine Land Cover (CLC), est marquée par l'importance des territoires agricoles (84,7 % en 2018), une proportion sensiblement équivalente à celle de 1990 (85,1 %). La répartition détaillée en 2018 est la suivante : 
terres arables (40,2 %), prairies (28,4 %), zones agricoles hétérogènes (16,1 %), forêts (14 %), zones urbanisées (1,3 %). L'évolution de l’occupation des sols de la commune et de ses infrastructures peut être observée sur les différentes représentations cartographiques du territoire : la carte de Cassini (XVIIIe siècle), la carte d'état-major (1820-1866) et les cartes ou photos aériennes de l'IGN pour la période actuelle (1950 à aujourd'hui).

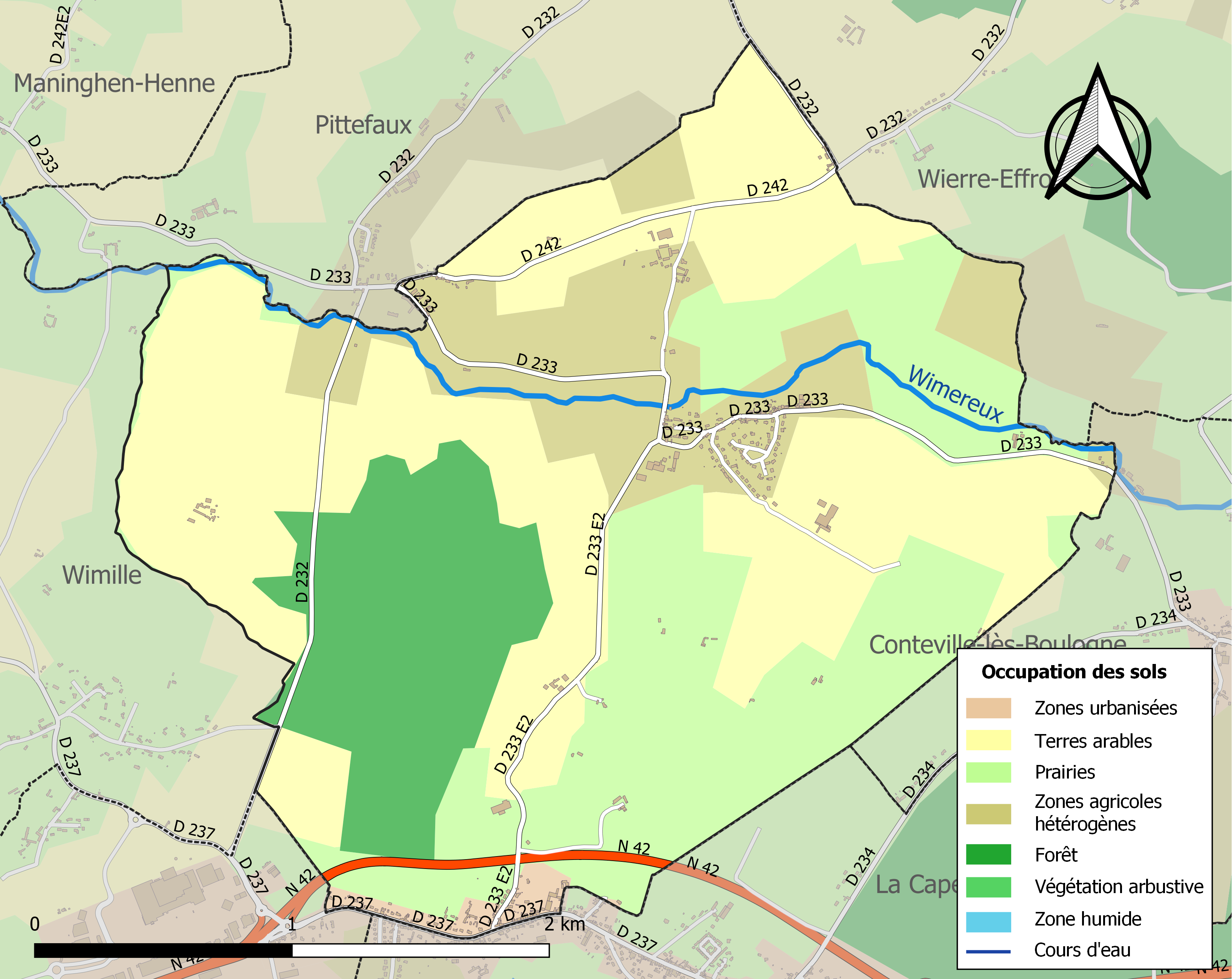
Carte des infrastructures et de l'occupation des sols de la commune en 2018 (CLC).

### Voies de communication et transports
La commune était située sur la ligne de chemin de fer Boulogne - Bonningues, une ancienne ligne de chemin de fer qui reliait dans le département du Pas de Calais, de 1909 et 1935, Boulogne-sur-Mer à Bonningues-lès-Ardres.
La commune est desservie par les lignes 173, 176 ainsi que par un service de transport à la demande du réseau Marinéo.

### Risques naturels et technologiques

#### Risque inondation
À la suite du passage des tempêtes Ciarán, Domingos et Elisa et des inondations et coulées de boue qui se sont produites, la commune est reconnue, par arrêté du 14 novembre 2023, en état de catastrophe naturelle pour inondations et coulées de boue sur la période du 2 au 12 novembre 2023, comme 179 autres communes du département.

## Toponymie
Le nom de la localité est attesté sous les formes Pernes en 1084-1190 ; Prenes en 1084 ; Pernae vers 1119 ; Parnes en 1338 ; Pernes-lès-Boulogne en 1774 ; Pernes en 1793 ; Pernes-lez-Boulogne puis Pernes-lès-Boulogne depuis 1902.
Viendrait de l'anthroponyme romain Paternus et du suffixe -as donnant le « domaine de Paternus », le tout suivi de -lès-Boulogne, montrant la proximité de la commune par rapport à Boulogne-sur-Mer (lès signifiant « près de »).

## Histoire
Vers 1400/1401 Julienne de La Motte, héritière des seigneuries de Pernes, Havenquerque et Huplandre (terres toutes deux situées dans la commune actuelle de Pernes) et veuve de Robert de Croutes épousa Enguerrand de Bournonville qui devint donc seigneur de Pernes.

## Politique et administration

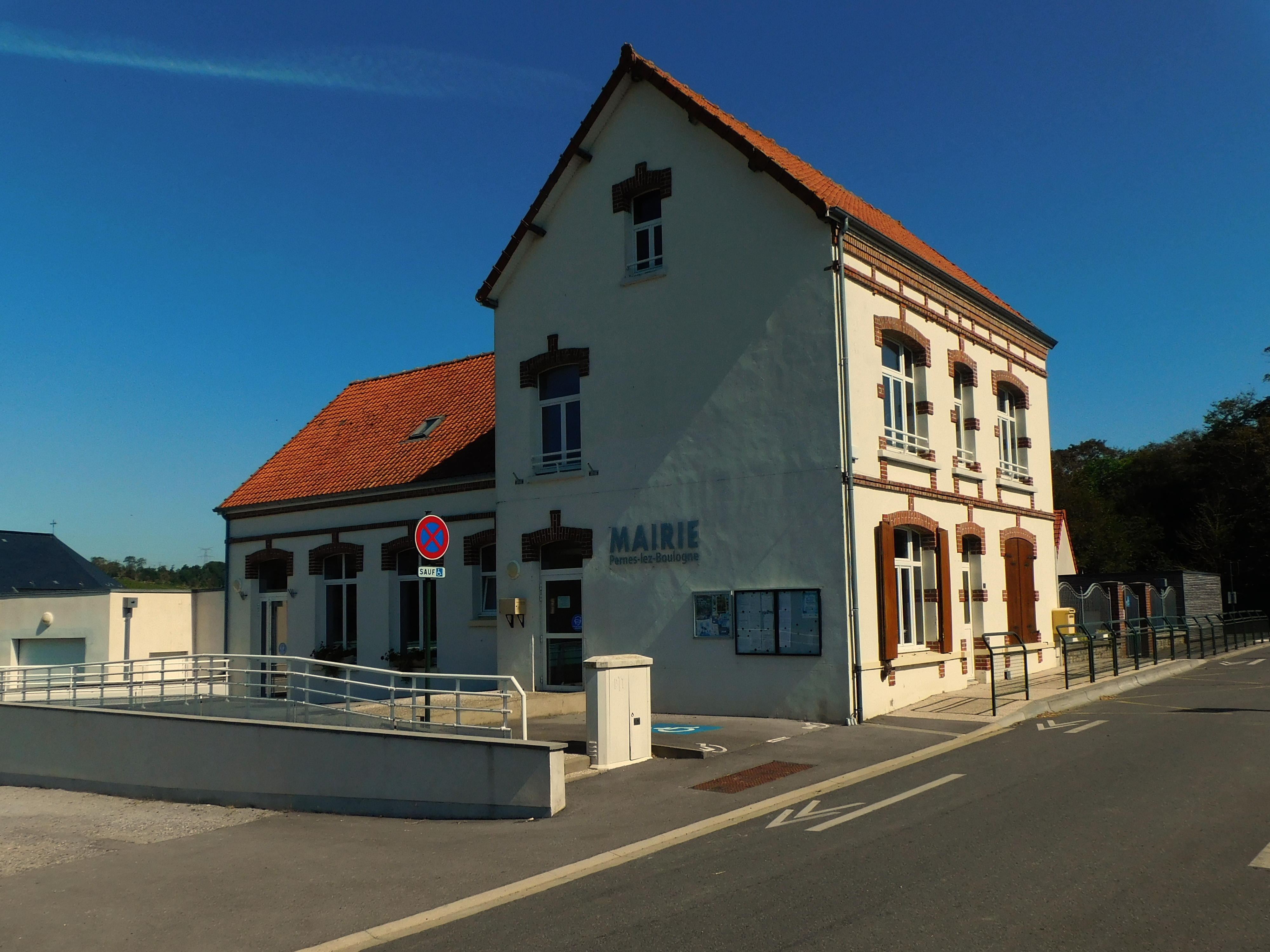
La mairie.

### Découpage territorial
La commune se trouve dans l'arrondissement de Boulogne-sur-Mer du département du Pas-de-Calais.

#### Commune et intercommunalités
La commune est membre de la communauté d'agglomération du Boulonnais.

#### Circonscriptions administratives
La commune est rattachée au canton de Boulogne-sur-Mer-1.

#### Circonscriptions électorales
Pour l'élection des députés, la commune fait partie de la cinquième circonscription du Pas-de-Calais.

### Élections municipales et communautaires

#### Liste des maires
| Période                                  | Période                    | Identité          | Étiquette | Qualité                                           |
| ---------------------------------------- | -------------------------- | ----------------- | --------- | ------------------------------------------------- |
| Les données manquantes sont à compléter. |                            |                   |           |                                                   |
| mars 2001                                | 2020                       | Jacques Berteloot |           | Chef d'entreprise Réélu pour le mandat 2014-2020, |
| 25 mai 2020                              | En cours (au 2 avril 2022) | Serge Quétu       |           | Agriculteur Élu pour le mandat 2020-2026,         |

## Population et société

### Démographie
Les habitants sont appelés les Pernois.

#### Évolution démographique
L'évolution du nombre d'habitants est connue à travers les recensements de la population effectués dans la commune depuis 1793. Pour les communes de moins de 10 000 habitants, une enquête de recensement portant sur toute la population est réalisée tous les cinq ans, les populations de référence des années intermédiaires étant quant à elles estimées par interpolation ou extrapolation. Pour la commune, le premier recensement exhaustif entrant dans le cadre du nouveau dispositif a été réalisé en 2007.

En 2022, la commune comptait 419 habitants, en évolution de −3,46 % par rapport à 2016 (Pas-de-Calais : −0,72 %, France hors Mayotte : +2,11 %).
| 1793 | 1800 | 1806 | 1821 | 1831 | 1836 | 1841 | 1846 | 1851 |
| ---- | ---- | ---- | ---- | ---- | ---- | ---- | ---- | ---- |
| 265  | 190  | 270  | 326  | 341  | 345  | 368  | 342  | 353  |

| 1856 | 1861 | 1866 | 1872 | 1876 | 1881 | 1886 | 1891 | 1896 |
| ---- | ---- | ---- | ---- | ---- | ---- | ---- | ---- | ---- |
| 370  | 357  | 358  | 338  | 333  | 354  | 391  | 388  | 372  |

| 1901 | 1906 | 1911 | 1921 | 1926 | 1931 | 1936 | 1946 | 1954 |
| ---- | ---- | ---- | ---- | ---- | ---- | ---- | ---- | ---- |
| 381  | 380  | 358  | 318  | 332  | 335  | 342  | 347  | 406  |

| 1962 | 1968 | 1975 | 1982 | 1990 | 1999 | 2006 | 2007 | 2012 |
| ---- | ---- | ---- | ---- | ---- | ---- | ---- | ---- | ---- |
| 353  | 345  | 331  | 412  | 466  | 423  | 461  | 467  | 464  |

| 2017 | 2022 | - | - | - | - | - | - | - |
| ---- | ---- | - | - | - | - | - | - | - |
| 421  | 419  | - | - | - | - | - | - | - |

#### Pyramide des âges
En 2018, le taux de personnes d'un âge inférieur à 30 ans s'élève à 26,7 %, soit en dessous de la moyenne départementale (36,7 %). À l'inverse, le taux de personnes d'âge supérieur à 60 ans est de 34,0 % la même année, alors qu'il est de 24,9 % au niveau départemental.
En 2018, la commune comptait 207 hommes pour 218 femmes, soit un taux de 51,29 % de femmes, légèrement inférieur au taux départemental (51,50 %).
Les pyramides des âges de la commune et du département s'établissent comme suit.
| Hommes | Classe d’âge | Femmes |
| ------ | ------------ | ------ |
| 0,0    | 90 ou +      | 1,4    |
| 7,9    | 75-89 ans    | 9,9    |
| 25,7   | 60-74 ans    | 23,0   |
| 24,9   | 45-59 ans    | 24,6   |
| 15,0   | 30-44 ans    | 14,2   |
| 10,7   | 15-29 ans    | 11,9   |
| 15,8   | 0-14 ans     | 15,1   |

| Hommes | Classe d’âge | Femmes |
| ------ | ------------ | ------ |
| 0,5    | 90 ou +      | 1,6    |
| 5,6    | 75-89 ans    | 8,9    |
| 16,7   | 60-74 ans    | 18,1   |
| 20,2   | 45-59 ans    | 19,2   |
| 18,9   | 30-44 ans    | 18,1   |
| 18,2   | 15-29 ans    | 16,2   |
| 19,9   | 0-14 ans     | 17,9   |

## Culture locale et patrimoine

### Lieux et monuments
Pernes-lès-Boulogne est riche de 22 bâtiments répertoriés à l'inventaire général du patrimoine architectural en France (base Mérimée).

#### Monument historique
- Le château de Conteval, également sur commune de La Capelle-lès-Boulogne, fut édifié à la fin du XVIIIe siècle par François Delporte (fils).

Il matérialisait la réussite d'un élevage modèle de plusieurs centaines de moutons à laine importés clandestinement d'Angleterre dans le but de parvenir à produire une laine comparable à celle d'Outre-Manche. Cette initiative de François Delporte (père), avait valu à sa famille d'être anoblie par Louis XVI en 1776. Cet élevage expérimental donna lieu également à des innovations agronomiques telles que la mise en culture de prairies artificielles à rotation raisonnée et la culture extensive des pommes de terre.
Ce château est aujourd'hui en partie protégé au titre de la législation sur les monuments historiques. L'inscription, par arrêté du 19 avril 2006, protège les façades et les toitures du château, y compris les deux cours anglaises, le parc entourant le château, ses clôtures, ses allées, le bassin et son amenée d'eau ainsi que les deux potagers.

#### Autres lieux et monuments
- L'église du Saint-Esprit[41].
- La borne-fontaine[42].
- La ferme Bellebonne[43].
- La mairie-école[44].
- Le château de Grand Fouquehove[45].
- Le château de Mépas[46].
- Le manoir dit château de Senlecques[47].
- Le manoir dit château de Godincthun[48].
- Le manoir la Tour[49].
- Le monument aux morts surmonté d'une croix latine, avec le Poilu mourant, statue du sculpteur Jules Déchin[50],[51].
- Le monument « La Mort du brocard »[52].

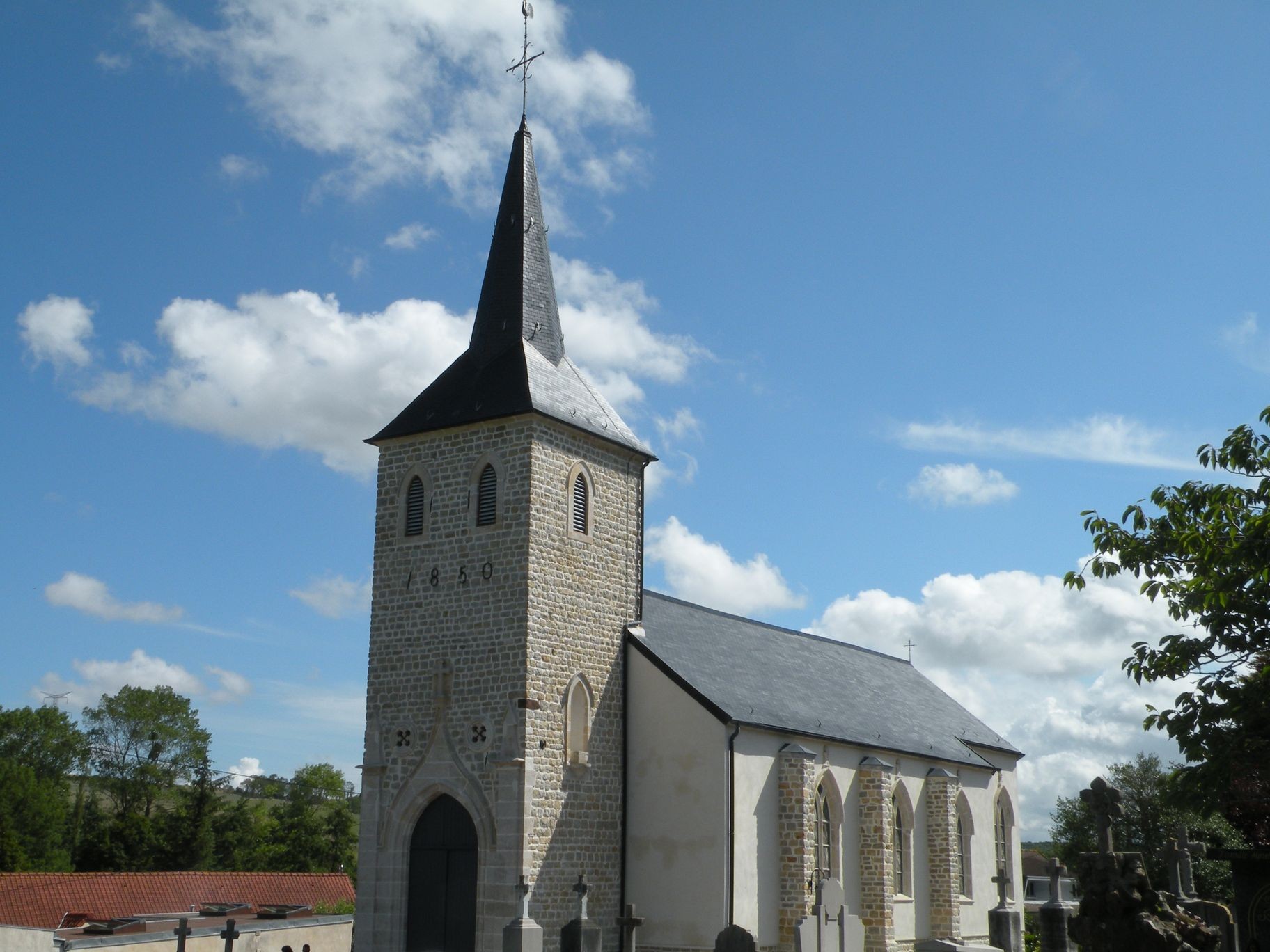
L'église du Saint-Esprit.
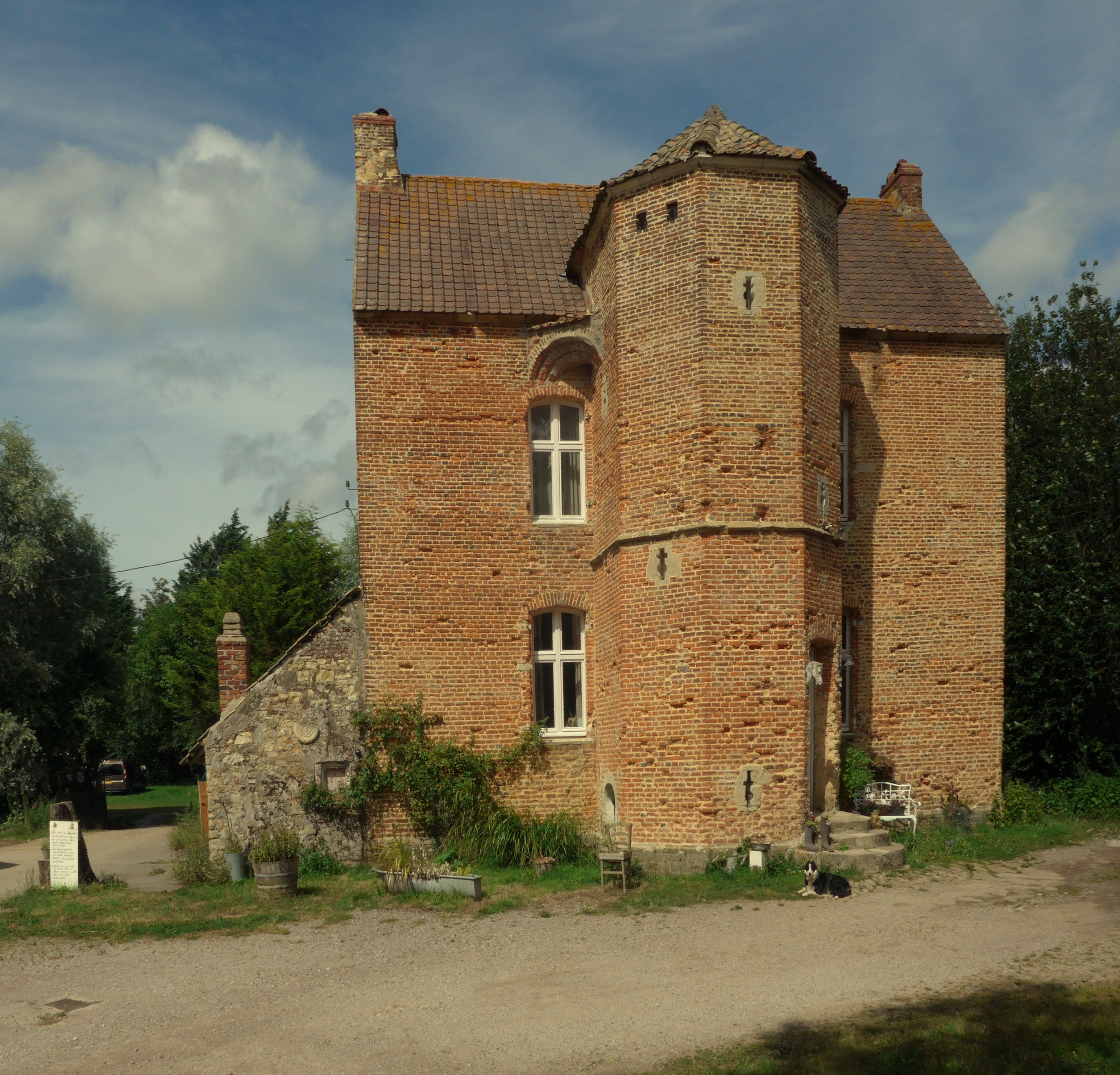
Le manoir de Senlecques.
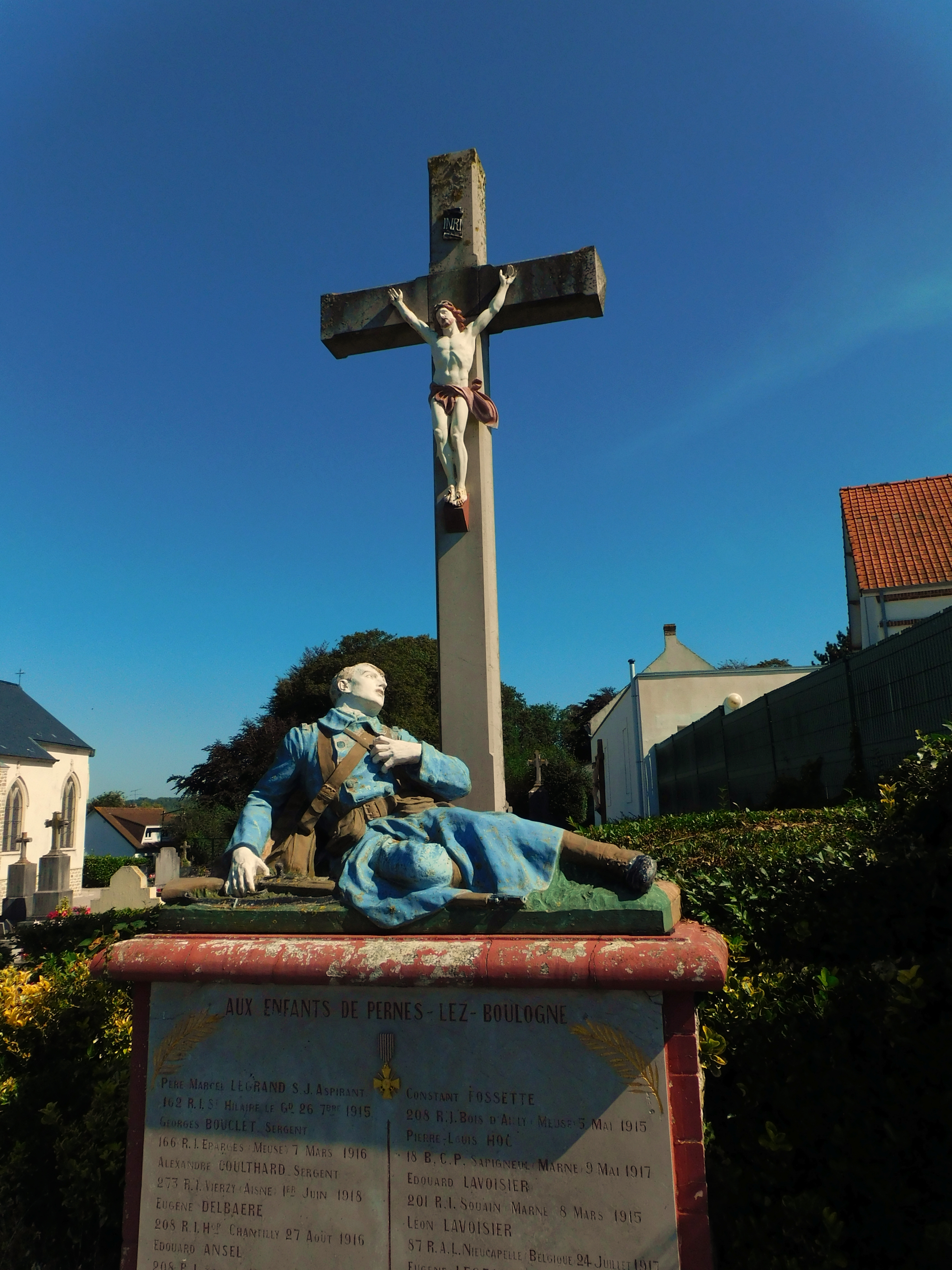
Le monument aux morts.

### Héraldique
| Blason de Pernes-lès-Boulogne | Blason  | D'argent à une quintefeuille de sable. |
| Blason de Pernes-lès-Boulogne | Détails | Armes de la famille de Pernes, à laquelle appartenaient les premiers seigneurs du lieu. Création Jean-Yves Lallart, adoptée dans les années 1980. |

## Pour approfondir

#### Bases de données, dictionnaires et encyclopédies
- Ressources relatives à la géographie :   - Insee (communes)
  - Ldh/EHESS/Cassini
- Ressource relative à plusieurs domaines :   - Annuaire du service public français